# 瑞浪市立明世中学校
瑞浪市立明世中学校（みずなみしりつ　あきよちゅうがっこう）は、かつて岐阜県瑞浪市に存在した公立中学校。

## 概要
- 校区は戸狩・山野内・月吉であり、旧・土岐郡明世村の中学校であった。1961年、土岐中学校と統合。瑞陵中学校の新設により廃校。

## 沿革
- 1947年（昭和22年）4月 - 明世村立明世中学校として開校。校舎は無く、明世小学校[注釈 2][注釈 3]を仮校舎とする。
- 1948年（昭和24年） - 新築移転。
- 1954年（昭和29年）4月1日 -
  - 　明世村の一部（河合）は泉町に編入され、河合地区の生徒は明世中学校から泉町立泉中学校に転入する。
  - 明世村の残部は土岐郡瑞浪土岐町、稲津村、釜戸村、大湫村、日吉村、および恵那郡陶町と合併し、瑞浪市が発足。同時に瑞浪市立明世中学校に改称する。
- 1961年（昭和36年）3月 - 土岐中学校と統合し、瑞陵中学校の新設により廃校。校舎は瑞陵中学校明世教室となる。
- 1964年（昭和39年） - 瑞陵中学校の校舎が完成し、明世教室は廃止。
- 2019年（平成31年）4月1日 - 瑞陵中学校が日吉中学校、釜戸中学校と統合し、瑞浪市立瑞浪北中学校が新設された。